# Tamar (Georgien)

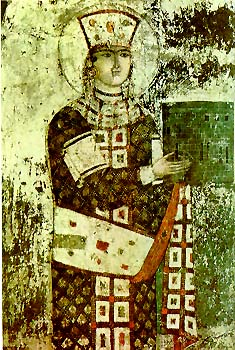
König Tamar von Georgien

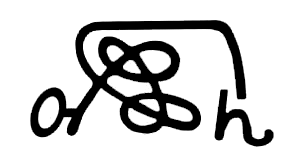
Tamars Monogramm

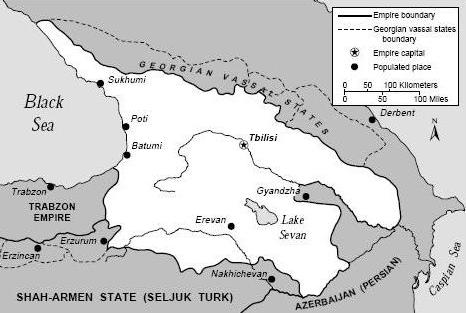
Das georgische Reich Königin Tamars um 1200

Königin Tamar (georgisch თამარ მეფე; mepe, georgisch: „König“; * um 1160; † 18. Januar 1213) aus der Bagratiden-Dynastie war von 1184 bis 1213 Herrscherin über das mittelalterliche Georgien, als es im Goldenen Zeitalter auf dem Höhepunkt seiner Macht stand. Die Urenkelin von David dem Erbauer modernisierte das Staatswesen, schuf Elemente von Bürgerrechten, Demokratie und Rechtsstaatlichkeit. Sie wurde vom georgischen Volk nicht als Königin, sondern als König Tamar bezeichnet.

## Leben
Ihr Vater Giorgi III. ernannte sie 1178 zu seiner Mitregentin und Erbin. Mit dem Tod Giorgis 1184 wurde sie zur Königin. Ihre erste Ehe mit dem russischen Prinzen Juri blieb kinderlos und endete mit Juris Ausweisung nach Konstantinopel, nachdem er der Sodomie beschuldigt worden war. Juri sammelte in Konstantinopel ein Heer, um den georgischen Thron wiederzuerobern, und verbündete sich mit einem Teil des georgischen Adels. Seine Armee wurde jedoch von Tamar besiegt. Friedrich Barbarossa bot ihr einen seiner Söhne als Ehemann an. Sie heiratete jedoch den ossetischen Fürsten David Soslan, mit dem sie den Sohn Giorgi und die Tochter Rusudan hatte.
Tamar modernisierte Politik, Wirtschaft und Kultur. Staatliche Proklamationen wurden nur noch nach Absprache mit dem Adelsparlament Darbasi verkündet. Auf lokaler Ebene schuf sie Gerichte, gegen deren Entscheidungen Widerspruch bei einem Obersten Gerichtshof eingelegt werden konnte. Sie schaffte die Todesstrafe und die Verstümmelung von Straftätern ab, ließ Kirchen und Klöster errichten, unterstützte Wissenschaftler, Dichter und Künstler. In ihrem Auftrag schrieb Prinz Schota Rustaweli das Epos Der Recke im Tigerfell, ein Werk über Ritterlichkeit und Edelmut.
Es gab jedoch auch Schattenseiten der Herrschaft Tamars: Es kam zu einer Konzentration von Macht und Reichtum in wenigen Händen. Der Kleinadel, der unter David dem Erbauer noch einen Aufschwung erlebt hatte, wurde entmachtet. Die militärische Überlegenheit Georgiens führte zu einer Reihe von Kriegen, die allerdings siegreich verliefen.
Nach Tamars Tod 1213 – nach 29 Regierungsjahren – entstanden viele Legenden um ihre Person. Eine davon besagt, dass ihr letzter Wille bestimmt habe, nicht an einem bestimmten Ort begraben zu werden, sondern ganz Georgien als ihr Grab anzusehen. Von der Kirche, in der ihre Leiche aufgebahrt gewesen sei, sollen vier verschlossene Särge in die vier Himmelsrichtungen gebracht worden sein, wonach die Träger Selbstmord begingen, so dass niemand weiß, wo sie tatsächlich begraben liegt. In zahlreichen Volkslegenden und Gedichten wird Tamar und ihre Herrschaft idealisiert, sie gilt den Georgiern als sprichwörtlich gute Königin.
Mit dem Tod Tamars ging auch das Goldene Zeitalter des mittelalterlichen Georgiens zu Ende. Die Georgische Orthodoxe Kirche hat Tamar heiliggesprochen. Während des Kampfes Georgiens um die Unabhängigkeit von Russland 1915–1921 wurde der Orden der heiligen Tamara verliehen.